# Абрау-Дюрсо (компания)
ПАО «Абрау-Дюрсо» — российская компания, специализирующаяся на выпуске игристого вина. Располагается в посёлке Абрау-Дюрсо (Краснодарский край).

## История
Завод «Абрау-Дюрсо» ведёт историю от даты указа императора Александра II — 25 ноября 1870 года у озера Абрау и реки Дюрсо было создано удельное имение «Абрау-Дюрсо», которое стало принадлежать царской семье.
Подъём производства вина в Абрау-Дюрсо начинается в 1891 году — с назначением князя Л. С. Голицына Управляющим удельным виноделием. В 1894 году Л. С. Голицын построил подвал на 10 тысяч вёдер вина. К 1897 году в Абрау-Дюрсо построили уже пять подобных подвалов, в которых было сосредоточено производство шампанского. Первый тираж в количестве 13 тысяч бутылок был произведён в Абрау-Дюрсо под руководством французских специалистов в 1896 году. В декабре 1898 года выпущена первая партия шампанского с маркой «Абрау» (25 тысяч бутылок). Объём производства был небольшим, шампанское поставлялось лишь для царского двора и аристократии.
В начале XX века в Абрау-Дюрсо для развития производства шампанского были приглашены французские эксперты. В частности, Виктор Дравиньи, который успешно работал в Абрау-Дюрсо с 1905 по 1919 годы.
В 1920 году на базе бывшего царского имения был создан винодельческий совхоз «Абрау-Дюрсо». Тогда же руководителем предприятия становится А. М. Фролов-Багреев — основоположник резервуарного метода производства игристых вин. Первый тираж советского шампанского в количестве 36 тысяч бутылок был произведён под руководством А. М. Фролова-Багреева в 1920 году.

### В XXI веке
В 2003 году контрольный пакет акций ЗАО «Абрау-Дюрсо» (70 %), принадлежавший государству, был передан краевой администрацией в доверительное управление сроком на 49 лет холдингу «Ариант» (Челябинск). Ещё 30 % акций компания «Ариант» скупила у прежних акционеров «Абрау-Дюрсо». Компания SVL Group (группа компаний со штаб-квартирой в Лондоне, основный бизнес которой был связан с производством минеральных удобрений) в 2006 году приобрела 30 % акций ЗАО «Абрау-Дюрсо» у структур холдинга «Ариант» и 28 % — у других частных компаний. После этого доля акционеров составляла: у КГУП «Абрау-Дюрсо» (КГУП «Абрау-Дюрсо» — это госучреждение, занимающееся выращиванием виноградников для завода) 42 %, у SVL Group 58 %.
С 2006 года завод на деньги нового инвестора — SVL Group — проводит модернизацию хозяйственного и производственного комплекса «Абрау-Дюрсо» (объём инвестиций в инфраструктуру — $25 млн):
- в 3,5 раза (с 4 млн до 14 млн бутылок в год) увеличена проектная мощность завода (к апрелю 2008 года);

внедрены новые технологии сбора и отжима винограда, контролируемой первичной ферментации, отделки готовой продукции
- введён в эксплуатацию новый биохимический цех (в апреле 2008);
- собственных виноградников;
- создание туристского комплекса на производственно-хозяйственной территории, восстановлено старое здание завода, открыто три ресторана, гостиница класса люкс на 40 номеров.

На 2009 год завод выпускал 15 наименований шампанского: 7 видов классического — технологии шампенуаз (выдержка в подвалах около трёх лет) и 8 резервуарного — технологии шарма. В 2008 году предприятие выпустило около 11 млн бутылок шампанского. Проектная мощность завода — 14 млн бутылок.
В июне 2009 года компания «Абрау-Дюрсо» и торговый дом «Кремлёвский» управления делами президента РФ подписали соглашение о выпуске шампанского под новой торговой маркой «Кремлёвское качество». В этом году планируется поставить на рынок 800 тыс. бутылок, а с 2010 года объём поставок возрастёт до 2 млн в год. Основными видами шампанского под товарным знаком «Кремлёвское качество» станут резервуарное шампанское «Брют» и «Полусладкое», классическое «Полусухое», «Брют» и «Выдержанное красное игристое вино».
В декабре 2009 года ЗАО «Абрау-Дюрсо» вывело на российский рынок новый премиальный бренд шампанского «Империал» 2 разновидностей: «Империал Cuvee L’art Nouveau brut» и «Империал Collection Vintage brut». В 2010 году впервые игристое вино из России получило медаль на главном международном винном конкурсе International Wine & Spirit Competition — 2010 (IWSC). В результате слепой дегустации вина «Абрау-Дюрсо» получили две бронзовые медали. 19 мая было объявлено, что «Абрау-Дюрсо Империал Cuvee L’art Nouveau brut» (год 2008) и «Абрау-Дюрсо Премиум Красное полусладкое» (год 2007) получили бронзовые медали IWSC-2010.
В январе 2021 года во время встречи со студентами президент Владимир Путин признался, что интересуется виноделием, и допустил, что мог бы в будущем устроиться правовым специалистом к своему советнику Борису Титову, владеющему «Абрау-Дюрсо». После заявления президента  акции компании моментально взлетели на Мосбирже почти на 11 %, до отметки в 220 руб. за бумагу. Также резко вырос объем сделок 25 января — до 19,2 млн.
Первичное размещение акций
В 2011 году компания SVL Group выкупила остававшийся в руках КГУП «Абрау-Дюрсо» пакет акций, сконцентрировав в своих руках все акции ЗАО «Абрау-Дюрсо». 

В 2012 году владельцы решили сделать компанию публичной и 11 апреля 2012 года акции «Абрау-Дюрсо» начали торговаться на московской фондовой бирже. Рынок оценил компанию в 138 млн долларов. Основной акционер компании Борис Титов сообщил, что компания отказалась от стандартной схемы размещения через сбор заявок инвесторов и формирования книги заявок. «Мы постепенно будем увеличивать free float на бирже, до 10 % до конца года», — резюмировал он.

## Собственники и руководство
В 2012 году в связи с переходом на госслужбу основной акционер Борис Юрьевич Титов передал управление компанией сыну Павлу. Павел Титов является президентом Группы компаний «Абрау-Дюрсо» и председателем Совета Директоров ПАО «Абрау-Дюрсо».

## Деятельность
Предприятие выпускает игристые вина классическим способом и ускоренным способом, причём подавляющее большинство продукции выпускается ускоренным методом. Также компания занимается выпуском сидра, крепкого алкоголя, энергетических и безалкогольных напитков и артезианской воды.
В категориях «премиум» и «субпремиум» «Абрау-Дюрсо» — единственная российская компания, входящая в тройку лидеров (по итогам 2007 г.) и самый известный российский бренд шампанского в сегменте «премиум». Доля компании в премиальном сегменте — 14 % (в стоимостном выражении, данные «Бизнес-Аналитика»). 
Лидирующими марками в субпремиальном (150—300 руб. за 0,75 л) и премиальном (более 300 руб. за 0,75 л) сегментах были две марки компании «Абрау-Дюрсо» — «Ах, Абрау!» и «Юбилейное» соответственно.
В 2011 г. было выпущено 16,5 млн бутылок игристых вин, из них на изготовленное классическим способом пришлось около 1 млн бутылок. Выручка компании в этом году составила 2,7 млрд руб. (включая НДС и акцизы), что на 32 % больше, чем в 2010 году; чистая прибыль в 2011 году составила 538,4 млн руб. (208,8 млн руб. в 2010 году).

В 2022 г. группа продала 54,171 млн бутылок (плюс 18,06 % к 2021 г.), из них собственного производства — 52,857 млн бутылок алкогольной и безалкогольной продукции (плюс 18,5%). Выручка группы за этот год выросла на 22,35 %, до 12,076 млрд руб., EBITDA — на 23,55%, до 3,625 млрд руб.
В 2023 году выручка компании составила 12,53 млрд рублей, чистая прибыль — 1,28 млрд рублей. 
В январе 2022 года «Абрау-Дюрсо» начала выпускать косметику под собственным брендом. Производство открылось на базе «Кубаньбытхима» в Новороссийске.

### Рейтинги
- Рейтинговое агентство АКРА в 2021 году присвоило  ПАО «Абрау-Дюрсо» рейтинговую оценку A(RU)  со стабильным прогнозом. Рейтинг ежегодно подтверждался, в 2024 году был повышен до A+(RU)[16].
- Рейтинговое агентство «Эксперт РА» присвоило в 2021 году ПАО «Абрау-Дюрсо» рейтинговую оценку ruA со стабильным прогнозом, в 2021 году рейтинг был повышен до ruA и подтверждался в 2022-2025 годах[17].

## Энотека «Абрау-Дюрсо»
«Миллезимы»
- Миллезим 1971
- Миллезим 1980
- Миллезим 1983
- Миллезим 1984
- Миллезим 1985
- Миллезим 1989
- Миллезим 1998
- Миллезим 2001
- Миллезим 2002 № 30
- Миллезим 2002 № 36
- Миллезим 2006 красное

«Империал»
- Империал Vintage, брют
- Империал Cuvee L`Art Noveau, брют
- Империал Cuvee Rose, брют розовое

«Дравиньи»
- Дравиньи, экстра брют
- Дравиньи золотое, брют
- Дравиньи, брют
- Дравиньи, красное
- Дравиньи, полусухое
- Дравиньи розовое, брют

«Русское шампанское»
- Русское шампанское, брют
- Русское шампанское, полусухое
- Русское шампанское, полусладкое

«ABRAU»
- Abrau игристое полусухое белое
- Abrau игристое полусухое розовое
- Abrau игристое полусладкое белое
- Abrau игристое полусладкое красное[18]